# Der junge Törless
Der junge Törless is een West-Duitse dramafilm uit 1966 onder regie van Volker Schlöndorff. Het scenario is gebaseerd op de roman Die Verwirrungen des Zöglings Törleß (1906) van de Oostenrijkse auteur Robert Musil.

## Verhaal
Törless is een leerling aan een kostschool in Oostenrijk-Hongarije. Hij is getuige van de sadistische pesterijen van enkele van zijn klasgenoten. Hij doet zelf niets om hen te stoppen.

## Rolverdeling
| Acteur           | Personage         |
| ---------------- | ----------------- |
| Mathieu Carrière | Thomas Törless    |
| Marian Seidowsky | Anselm von Basini |
| Bernd Tischer    | Beineberg         |
| Fred Dietz       | Reiting           |
| Lotte Ledl       | Waardin           |
| Jean Launay      | Wiskundeleraar    |
| Barbara Steele   | Bozena            |